# Sint-Janscollege (Hoensbroek)
Het Sint-Janscollege (kortweg Sint-Jan) is een school voor voortgezet onderwijs in de wijk Mariarade in Hoensbroek (thans gemeente Heerlen). De school heeft één locatie met circa 1300 leerlingen en 120 personeelsleden (schooljaar 2013/2014). Tot 2012 maakt de school deel uit van het samenwerkingsverband Carbooncollege, sindsdien is het lid van LVO-Parkstad.

## Geschiedenis
Op 29 september 1947 begon de school, als dependance van het Bisschoppelijk College Sittard, met lessen voor 98 jongens op het niveau van de HBS in van Staatsmijn Emma geleende barakken in de destijds zelfstandige gemeente Hoensbroek. De school werd op 9 november van dat jaar officieel geopend door Frans Houben, Commissaris van de Koningin van Limburg, en ingezegend door de coadjutor van de bisschop. Het jaar erop startten ook twee meisjes als leerling aan de school. Hoewel de school een katholieke grondslag had, was de dagelijkse leiding niet in handen van de katholieke kerk. In 1948/1949 werden de barakken vervangen door gebouwen.
In 1957 werd het gymnasium op Sint Jan erkend. Hierdoor werd de Hoensbroekse HBS een lyceum. Sint Jan vroeg toestemming aan het Ministerie van Onderwijs, Kunsten en Wetenschappen om een nieuw schoolgebouw te bouwen. Na vijf schetsplannen werd de aanvraag in 1960 goedgekeurd. Architectenbureau Boosten tekende voor het ontwerp. De hoofdingang lag aan de noordkant, aan de Weyenweg (Patersweg), in een gebouw van drie verdiepingen met klaslokalen. Aan de achterzijde lag een vleugel met praktikumlokalen, met daaraan een aula. Nog iets verder naar het zuiden, lagen twee gymnastieklokalen. De gebouwen zouden met cokes worden gestookt.
In 1962 werd begonnen met het afbreken van de bestaande bouw en het neerzetten van nieuwbouw, die in 1965 geopend werd. De school groeide intussen van 330 leerlingen in 1957 tot 750 in 1967. Na invoering van de mammoetwet in 1968 ging de hbs over in de havo en kreeg de school er een mavo-afdeling bij. Door een fusie met de eveneens Hoensbroekse mavo's Don Bosco en Sancta Maria verdubbelde het leerlingenaantal; in het schooljaar 1973/1974 telde de school 1868 leerlingen. De leerlingen van Sancta Maria behielden hun oude locatie, de leerlingen van Don Bosco werden ondergebracht in noodlokalen bij het Sint-Jancomplex. In 1976 werd daarom hier een extra vleugel geopend. In datzelfde jaar ging de locatie Sancta Maria verder als Broeklandcollege.
Vanaf 2006 werkte het Sint-Jan samen met het Emmacollege, Romboutscollege en Broeklandcollege onder de naam Carbooncollege. Hiermee verdween ook de vmbo-t-afdeling (de vroegere mavo) van het Sint-Jan. Dit samenwerkingsverband veranderde van samenstelling in 2012, waarna de voorgaande scholen samen met het Grotiuscollege het LVO-Parkstad vormden.
Begin 2021 is er gestart met een renovatie en (ver)nieuwbouw van de school. In 2022 kon het eerste nieuwbouwdeel in gebruik worden genomen. Vanaf september 2022 wordt er gewerkt aan het tweede deel van de nieuwe school. Verwacht wordt dat in juni 2023 het gehele bouwproject is voltooid. In de school bevindt zich een mozaïek ‘Groei’ (1965), groot 240 x 200 centimeter, van Marianne van der Heijden. De school wil dit kunstwerk behouden en herplaatsen in het nieuwe schoolgebouw.